# サンパ・ラユネン
サンパ・ラユネン（よりフィンランド語に近い表記ではサンッパ・ラユネン、Samppa Lajunen, 1979年4月23日 - ）は、フィンランドの南西スオミ県トゥルク出身の元ノルディック複合選手。1998年長野オリンピックでは2つの銀メダルを獲得。そして、2002年ソルトレークシティオリンピックでは15km個人、4x5km団体（ヤリ・マンティラ、ヤッコ・タルス、ハンヌ・マンニネン）で優勝。更にこの大会から実施された個人スプリントでも優勝し、3冠を達成した。
またラユネンはノルディックスキー世界選手権でも活躍し、1999年大会での金メダルを含め8つのメダルを獲得している。
ノルディック複合・ワールドカップでは通算20勝（2位24回、3位11回）、1996/1997シーズンと1999/2000シーズンに総合優勝を記録。